# 萊尼亞諾
萊尼亞諾（義大利語：Legnano）是位於義大利北部倫巴第大區米蘭廣域市的市镇。2007年，萊尼亞諾有人口56,751人。

## 友好城市
- 義大利阿普里卡 2008年